# John Nettles

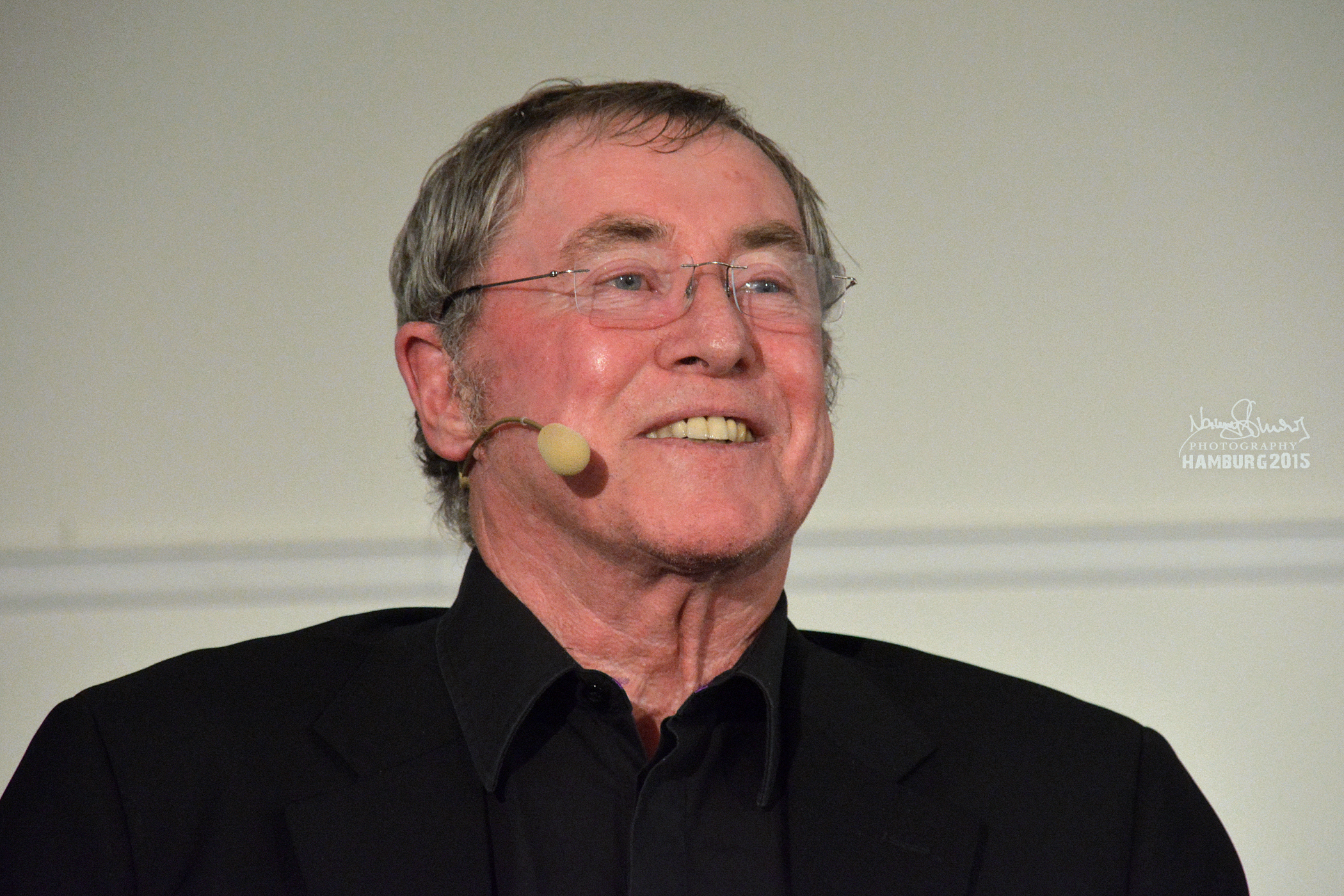
John Nettles 2015 in Hamburg

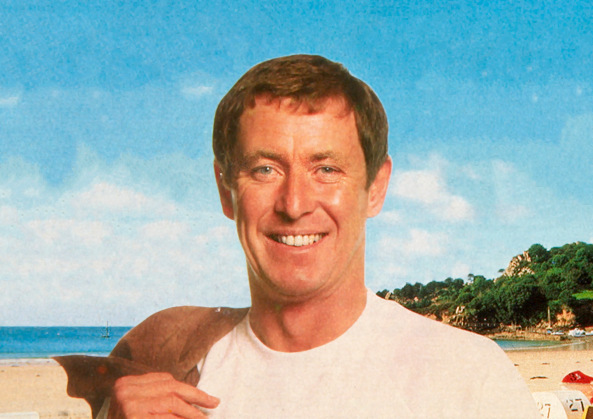
John Nettles auf einer Werbung für die Tourismusbehörde von Jersey (1980er Jahre)

John Vivian Drummond Nettles, OBE (* 11. Oktober 1943 in Manchester, England) ist ein britischer Schauspieler und Historiker. Er spielt sowohl Fernseh- als auch Theaterrollen und ist hauptsächlich durch seine Darstellung der Titelrollen in den Polizeiserien Bergerac und Inspector Barnaby bekannt. Seit seinem „Ruhestand“ als Inspector Barnaby 2012 betätigt sich Nettles wieder als Historiker. Aufsehen erregte er mit einem umstrittenen Buch über ein Tabuthema des Zweiten Weltkriegs, die deutsche Besatzung der britischen Kanalinseln.

## Leben
Kurz nach seiner Geburt wurde John Nettles von dem Zimmermann Eric Nettles und seiner Frau Elsie adoptiert. Nettles’ leibliche Mutter war eine irische Krankenschwester, die während des Zweiten Weltkrieges in England arbeitete. Sie wurde kurz nach seiner Geburt in eine Psychiatrische Klinik eingewiesen, in der sie mit 28 Jahren an Tuberkulose starb. Über Nettles’ leiblichen Vater ist nichts bekannt. Die frühen Jahre seiner Kindheit verbrachte John Nettles mit seinen Adoptiveltern in Roe Green, Greater Manchester, bevor die Familie nach St Austell, Cornwall, zog.
Nettles besuchte die St. Blazey Primary School und danach die Grammar School von St Austell. 1962 begann er ein Studium der Geschichte sowie der Philosophie an der University of Southampton und wollte Lehrer werden. An der Universität begann er mit dem Theaterspielen. Seine erste Rolle im Fernsehen spielte er in der BBC One-Sitcom The Liver Birds in den frühen 1970er Jahren.
1981 erhielt er die Rolle, die ihn bekannt machen sollte: In der 87-teiligen auf der Kanalinsel Jersey angesiedelten Polizeiserie spielte er den Ermittler Jim Bergerac. Die Serie wurde ein großer Erfolg mit bis zu 10 Millionen Fernsehzuschauern. Unter dem Titel Jim Bergerac ermittelt wurden 74 Folgen vom Sender DDR1 ausgestrahlt und auch von der ARD, RTL, VOX und anderen Sendern übernommen. Nach dem Ende von Bergerac war er ab 1991 für fünf Spielzeiten Ensemblemitglied der Royal Shakespeare Company.
Ab 1997 spielte Nettles die Rolle des Detective Chief Inspector Tom Barnaby in der britischen Kriminalfilm-Serie Inspector Barnaby. Die Serie wurde ein Welterfolg und in über 200 Länder und Gebiete, u. a. in die USA, China, Spanien, die Niederlande, Australien und Deutschland, verkauft. 2002 spielte Nettles in der Verfilmung von Arthur Conan Doyles Roman Der Hund der Baskervilles den angesehenen Arzt Dr. James Mortimer, der Sherlock Holmes (dargestellt von Richard Roxburgh) aufsucht und ihn um Hilfe bittet. Im Sommer 2011 stieg Nettles nach der 13. Staffel aus der Serie Inspector Barnaby aus, wie schon 2009 bekannt gegeben worden war. Insgesamt verkörperte er in 81 Folgen den DCI Tom Barnaby.
Im November 2010 verlieh ihm Königin Elisabeth II. den Verdienstorden Officer of the Order of the British Empire (OBE) für seine Verdienste um die Schauspielkunst. Am 21. September 2012 bekam Nettles von der Plymouth University die Ehrendoktorwürde verliehen.
Seit Juli 2014 ist Nettles Schirmherr des Mare & Foal Sanctuary in Littlehempston bei Totnes. Das Mare & Foal Sanctuary kümmert sich um notleidende Pferde und Ponys und vermittelt sie an neue Besitzer.
Nettles spielte in Staffel 2 und 3 der 2015 gestarteten Fernsehserie Poldark die Nebenrolle des reichen und mächtigen Gentleman Ray Penvenen. Die Serie spielte im späten 18. Jahrhundert und basiert auf den Poldark-Romanen von Winston Graham.

## Nettles als Autor und Historiker

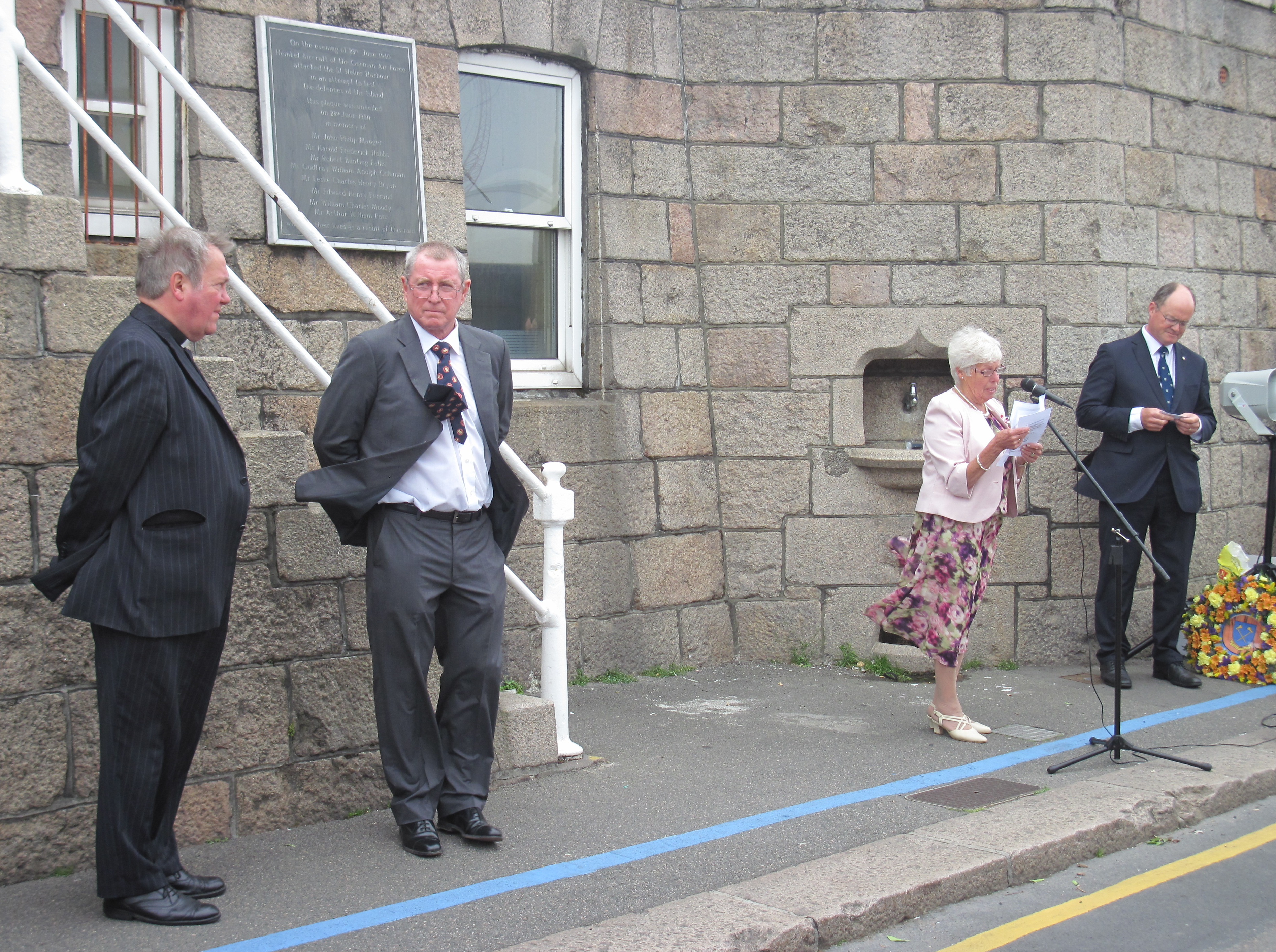
John Nettles (2. v. l.) bei einer Veranstaltung am 28. Juni 2013 im Hafen von Saint Helier zum Gedenken an die Bombardierung und die Opfer der Insel Jersey durch die deutsche Luftwaffe am 28. Juni 1940.

Nettles, der studierter Historiker ist, veröffentlichte im Jahr 2012 das Buch Jewels and Jackboots: Hitler’s British Channel Islands (Deutscher Titel: Hitlers Inselwahn: Die britischen Kanalinseln unter deutscher Besetzung 1940–1945) über die Geschichte der britischen Kanalinseln unter deutscher Besatzung in den Jahren 1940 bis 1945. Das Buch berührt empfindliche Themen wie die Kollaboration einzelner britischer Behörden auf den Kanalinseln mit den deutschen Nationalsozialisten, insbesondere in Verbindung mit der Deportation von Juden. Aus diesem Grund stieß es gerade auf den Kanalinseln auf Kritik und kostete Nettles, der in den 1980er Jahren als „Bergerac“ ein Markenzeichen der Inseln gewesen war, einige Sympathien auf den Inseln. Im Herbst 2014 war Nettles mit dem Buch, das in Großbritannien in wenigen Wochen ausverkauft war und das auf dem 2010 von Nettles produzierten gleichnamigen Dokumentarfilm basiert, auf der Frankfurter Buchmesse. Das Buch erschien 2015 in deutscher Übersetzung.

## Privates
John Nettles war von 1965 bis 1979 mit der Casting-Direktorin Joyce Nettles in erster Ehe verheiratet. Aus der Ehe ging die 1970 geborene Tochter Emma hervor. Seit 1995 ist er mit Cathryn Sealey, einer früheren Schauspielerin, die er 1987 in Birmingham kennenlernte, verheiratet.

## Filmografie (Auswahl)
(Seine deutsche markante Synchronstimme stammte bei den meisten Serien von Norbert Langer.)
- 1969: The Expert
- 1970: The Red, White, and Black
- 1976: Arnhem: The Story of an Escape
- 1976: Dickens of London
- 1972–1976: The Liver Birds
- 1977: Holding On
- 1978: Enemy at the Door
- 1980: Der Kaufmann von Venedig (The Merchant of Venice)
- 1982: The Agatha Christie Hour
- 1984: Robin of Sherwood
- 1991: Tonight at 8.30
- 1981–1991: Jim Bergerac ermittelt (Bergerac)
- 1993: The Detectives
- 1995: All Men Are Mortal
- 1997–2011: Inspector Barnaby (Midsomer Murders)
- 1998: Disaster
- 2001: Heartbeat
- 2002: Der Hund der Baskervilles
- 2003: Sindy: The Fairy Princess
- 2003: French and Saunders
- 2010: The Channel Islands at War (Dokumentation)
- 2016–2017: Poldark

## Theater
- 1992: Ein Wintermärchen: Leontes; Regie: Adrian Noble; Royal Shakespeare Company
- 1992: Die lustigen Weiber von Windsor: George Page; Regie: David Thacker; Royal Shakespeare Company
- 1995: Julius Cäsar: Marcus Brutus; Regie: Peter Hall; Royal Shakespeare Company
- 1995: Richard III.: Duke of Buckingham; Regie: Steven Pimlott; Royal Shakespeare Company
- 1995: The Devil is An Ass von Ben Jonson: Merecraft; Regie: Matthew Warchus; Royal Shakespeare Company

## Auszeichnungen
- 1982: Radio Actor of the Year
- 1985: Personality of the Year (Variety Club of Great Britain’s BBC)
- 2010: Officer of the Order of the British Empire (OBE)
- 2012: Ehrendoktor der Plymouth University

## Bücher
- 1988: Bergerac’s Jersey, BBC Books, ISBN 978-0-563-20703-0
- 1993: John Nettles’ Jersey: A Personal History of the People & Places / A Personal View of the People and Places, BBC Books, ISBN 978-0-563-36318-7
- 2002: Nudity in a Public Place – Confessions of a Mini-Celebrity, Anova Books, ISBN 978-0-86051-764-1
- 2012: Jewels and Jackboots: Hitler’s British Isles, the German Occupation of the British Channel Islands 1940–1945, Channel Island Publishing, ISBN 978-1-905095-38-4
- 2015: Deutsche Ausgabe: Hitlers Inselwahn. Die britischen Kanalinseln unter deutscher Besatzung 1940–1945. Osburg Verlag, Hamburg 2015, ISBN 978-3-95510-094-0